# NGC 168
NGC 168은 고래자리에 위치한 렌즈형 은하이다. 1886년 천문학자인 Frank Muller에 의해 처음 발견되었다.